# 中野円花
中野 円花（なかの まどか、1991年8月14日 - ）は日本の陸上競技選手、長距離走。
大阪薫英女学院高卒業。岩谷産業所属。2019年世界陸上ドーハ大会女子マラソン代表。

## 経歴
小・中学時代から全国大会出場経験を持ち、大阪薫英女学院高3年時にインターハイ大阪府大会で1500ｍ・3000ｍ2冠を獲得した。
2010年、高校卒業後にノーリツへ入社。
2014年からマラソンに挑戦し、地元大阪で開催された第21回泉州国際市民マラソンで初マラソン・初優勝を果たす。
2018年に東京マラソンで2時間31分41秒で7位入賞。
2019年大阪国際女子マラソンに出場し前半は第二集団でレースを進めていたが、後半から多くの有力選手をゴボウ抜きし2時間27分39秒の4位(日本人2位)でゴール。一気に自己ベストを4分02秒更新した。
その結果、東京五輪マラソン代表選考会MGCへの出場権を獲得したが、2019年ドーハ世界陸上の女子マラソン代表に選出され、それに伴いMGCを辞退した。(2019年ドーハ世界陸上とMGCは日程が近く、片方しか出走することができなかった為。)
世界陸上ドーハ大会の女子マラソンでは2時間42分39秒のタイムで11位でゴールした。。
2020年、岩谷産業へ移籍。

## 陸上の主な記録
| 年     | 大会                       | 種目     | 順位 | 記録          | 備考                                |
| ------ | -------------------------- | -------- | ---- | ------------- | ----------------------------------- |
| 2014年 | 第21回泉州国際市民マラソン | マラソン | 優勝 | 2時間40分00秒 | 初マラソン初優勝                    |
| 2015年 | 第22回泉州国際市民マラソン | マラソン | 優勝 | 2時間37分43秒 |                                     |
| 2016年 | 東京マラソン               | マラソン | 11位 | 2時間33分39秒 |                                     |
| 2016年 | 第26回かすみがうらマラソン | 10マイル | 優勝 | 58分48秒      |                                     |
| 2017年 | 東京マラソン               | マラソン | 7位  | 2時間33分00秒 | 日本人2位                           |
| 2018年 | 東京マラソン               | マラソン | 7位  | 2時間31分41秒 | 日本人2位                           |
| 2019年 | 大阪国際女子マラソン       | マラソン | 4位  | 2時間27分39秒 | MGCシリーズ（2020年東京五輪選考会） |
| 2019年 | 関西実業団選手権           | 10000m   | 2位  | 32分50秒18    |                                     |
| 2019年 | 2019年世界陸上ドーハ大会   | マラソン | 11位 | 2時間42分39秒 | 日本代表                            |